# Nationaldivisioun (2022/2023)
Nationaldivisioun 2022/2023 (oficjalnie znana jako BGL Ligue ze względów sponsorskich) – była 109. edycją najwyższej klasy rozgrywkowej w Luksemburgu.
Brało w niej udział 16 drużyn, które w okresie od 6 sierpnia 2022 do 21 maja 2023 rozegrały 30 kolejek meczów.
Sezon zakończyły baraże o miejsce w przyszłym sezonie w Nationaldivisioun.
Obrońcą tytułu była drużyna F91 Dudelange.
Mistrzostwo po raz pierwszy w historii zdobyła drużyna Swift Hesperange.

## Drużyny
| Uczestnicy poprzedniej edycji | Uczestnicy poprzedniej edycji | Uczestnicy poprzedniej edycji | Uczestnicy poprzedniej edycji |
| --- | ----------------------------- | ----------------------------- | ----------------------------- |
| DUD | F91 Dudelange                 | Dudelange                     | 1                             |
| DIF | FC Differdange 03             | Differdange                   | 2                             |
| FOL | Fola Esch                     | Esch-sur-Alzette              | 3                             |
| SWI | Swift Hesperange              | Hesperange                    | 4                             |
| PRO | Progrès Niedercorn            | Niederkorn                    | 5                             |
| UNA | UNA Strassen                  | Strassen                      | 6                             |
| RAC | Racing FC                     | Luksemburg                    | 7                             |
| JES | Jeunesse Esch                 | Esch-sur-Alzette              | 8                             |
| MON | US Mondorf-les-Bains          | Mondorf-les-Bains             | 9                             |
| ETZ | Etzella Ettelbruck            | Ettelbruck                    | 10                            |
| UTP | Union Titus Pétange           | Pétange                       | 11                            |
| VIC | Victoria Rosport              | Rosport                       | 12                            |
| po barażach |                               |                               |                               |
| WIL | FC Wiltz 71                   | Wiltz                         | 13                            |
| HOS | US Hostert                    | Hostert                       | 14                            |
| Awans z Éierepromotioun |                               |                               |                               |
| MON | FC Mondercange                | Mondercange                   | 1                             |
| KÄE | UN Käerjéng 97                | Käerjeng                      | 2                             |
| Oznaczenia: - kolumna pierwsza – skróty nazw drużyn, - kolumna trzecia – siedziba klubu, - kolumna czwarta – miejsce zajęte w poprzednim sezonie. |                               |                               |                               |

## Tabela
| Lp. | Drużyna                | M  | Z  | R  | P  | B+  | B- | +/– | Pkt | Kwalifikacja lub spadek                                |
| --- | ---------------------- | -- | -- | -- | -- | --- | -- | --- | --- | ------------------------------------------------------ |
| 1   | Swift Hesperange (M)   | 30 | 24 | 5  | 1  | 100 | 28 | +72 | 77  | Liga Mistrzów UEFA • I runda kwalifikacyjna            |
| 2   | Progrès Niedercorn     | 30 | 22 | 4  | 4  | 67  | 31 | +36 | 70  | Liga Konferencji Europy UEFA • I runda kwalifikacyjna  |
| 3   | F91 Dudelange          | 30 | 22 | 1  | 7  | 86  | 38 | +48 | 67  | Liga Konferencji Europy UEFA • I runda kwalifikacyjna  |
| 4   | Union Titus Pétange    | 30 | 18 | 5  | 7  | 62  | 38 | +24 | 59  |                                                        |
| 5   | Differdange 03 (P)     | 30 | 14 | 3  | 13 | 60  | 43 | +17 | 45  | Liga Konferencji Europy UEFA • II runda kwalifikacyjna |
| 6   | Mondorf-les-Bains      | 30 | 14 | 3  | 13 | 52  | 52 | 0   | 45  |                                                        |
| 7   | Jeunesse Esch          | 30 | 12 | 7  | 11 | 44  | 39 | +5  | 43  |                                                        |
| 8   | Racing FC              | 30 | 11 | 10 | 9  | 43  | 39 | +4  | 43  |                                                        |
| 9   | UNA Strassen           | 30 | 12 | 3  | 15 | 33  | 46 | −13 | 39  |                                                        |
| 10  | Wiltz                  | 30 | 10 | 6  | 14 | 48  | 59 | −11 | 36  |                                                        |
| 11  | Victoria Rosport       | 30 | 8  | 8  | 14 | 48  | 58 | −10 | 32  |                                                        |
| 12  | Mondercange            | 30 | 7  | 8  | 15 | 41  | 55 | −14 | 29  |                                                        |
| 13  | Fola Esch (B, O)       | 30 | 8  | 2  | 20 | 36  | 71 | −35 | 26  | Baraż o Nationaldivisioun                              |
| 14  | UN Käerjéng 97 (B, O)  | 30 | 5  | 10 | 15 | 30  | 69 | −39 | 25  | Baraż o Nationaldivisioun                              |
| 15  | Etzella Ettelbruck (S) | 30 | 6  | 5  | 19 | 32  | 71 | −39 | 23  | Spadek do Éierepromotioun                              |
| 16  | Hostert (S)            | 30 | 4  | 6  | 20 | 20  | 65 | −45 | 18  | Spadek do Éierepromotioun                              |

## Wyniki
| Gospodarz \ Gość    | DIF | ETZ | DUD | FOL | HOS | JEU | MND | MON | PRO | RAC | SWI | UNK | UNA | UTP | VIC | WIL |
| ------------------- | --- | --- | --- | --- | --- | --- | --- | --- | --- | --- | --- | --- | --- | --- | --- | --- |
| Differdange 03      |     | 6–0 | 0–4 | 6–0 | 1–0 | 0–2 | 2–0 | 2–1 | 2–3 | 2–3 | 1–2 | 2–2 | 0–1 | 1–1 | 4–0 | 2–1 |
| Etzella Ettelbruck  | 0–2 |     | 2–5 | 0–4 | 1–1 | 3–0 | 1–2 | 0–3 | 0–1 | 0–1 | 0–4 | 1–1 | 3–0 | 2–0 | 1–5 | 1–2 |
| F91 Dudelange       | 3–1 | 4–0 |     | 2–1 | 3–1 | 5–0 | 5–1 | 4–0 | 1–4 | 0–1 | 0–4 | 4–0 | 3–1 | 0–1 | 2–0 | 1–1 |
| Fola Esch           | 3–2 | 0–0 | 0–2 |     | 0–1 | 1–3 | 2–0 | 0–1 | 0–4 | 1–1 | 0–1 | 3–2 | 2–1 | 1–2 | 4–1 | 1–2 |
| Hostert             | 0–5 | 0–3 | 0–4 | 0–1 |     | 0–1 | 0–0 | 2–5 | 1–0 | 1–1 | 0–4 | 0–1 | 1–0 | 0–2 | 1–3 | 2–3 |
| Jeunesse Esch       | 1–0 | 6–0 | 4–2 | 3–1 | 1–2 |     | 1–1 | 0–2 | 0–1 | 1–1 | 1–1 | 0–0 | 2–0 | 2–2 | 2–0 | 1–0 |
| Mondercange         | 0–0 | 1–2 | 2–3 | 3–0 | 1–0 | 1–2 |     | 1–2 | 3–3 | 0–1 | 1–2 | 1–1 | 0–0 | 4–1 | 5–1 | 0–3 |
| Mondorf-les-Bains   | 0–1 | 3–0 | 0–7 | 5–0 | 2–0 | 3–1 | 4–1 |     | 0–1 | 0–1 | 0–4 | 1–1 | 1–2 | 2–0 | 1–6 | 3–0 |
| Progrès Niedercorn  | 2–0 | 3–1 | 2–3 | 3–2 | 6–0 | 2–1 | 4–0 | 4–2 |     | 0–0 | 2–2 | 1–0 | 2–1 | 2–3 | 1–0 | 3–0 |
| Racing FC           | 0–1 | 2–2 | 2–4 | 4–2 | 2–1 | 2–1 | 2–2 | 1–0 | 1–2 |     | 1–3 | 1–1 | 0–1 | 0–2 | 2–2 | 0–1 |
| Swift Hesperange    | 4–0 | 2–2 | 4–3 | 8–1 | 5–1 | 2–0 | 2–1 | 4–2 | 4–2 | 2–0 |     | 4–2 | 3–0 | 3–3 | 5–1 | 4–2 |
| UN Käerjéng 97      | 0–8 | 0–3 | 2–4 | 3–2 | 0–0 | 1–4 | 2–2 | 0–2 | 1–1 | 0–5 | 0–6 |     | 1–2 | 0–1 | 2–1 | 1–1 |
| UNA Strassen        | 3–2 | 4–1 | 1–2 | 1–0 | 2–0 | 2–1 | 2–0 | 0–1 | 0–1 | 1–4 | 0–4 | 0–2 |     | 0–3 | 2–2 | 4–3 |
| Union Titus Pétange | 4–2 | 3–2 | 1–2 | 2–3 | 4–1 | 0–0 | 5–2 | 4–1 | 0–2 | 1–1 | 2–1 | 4–1 | 0–1 |     | 5–1 | 2–1 |
| Victoria Rosport    | 2–3 | 3–1 | 2–1 | 3–0 | 2–2 | 1–1 | 1–2 | 1–1 | 2–3 | 4–2 | 0–0 | 3–0 | 0–0 | 0–2 |     | 0–0 |
| Wiltz               | 1–2 | 3–0 | 0–3 | 5–1 | 2–2 | 3–2 | 1–4 | 4–4 | 1–2 | 1–1 | 0–6 | 2–3 | 2–1 | 0–2 | 3–1 |     |

## Baraż o Nationaldivisioun
Fola Esch wygrała po dogrywce 4-3 mecz z Jeunesse Canach czwartą drużyną Éierepromotioun o miejsce w
Nationaldivisioun na sezon 2023/2024.
| 25 maja 2023 | Fola Esch                                                                               | 4:3 (pd.)       | Jeunesse Canach                                                                 |                                                                                               |
| 19:30        | Jules Diallo 41' · Issam El Alami 54' · Mohamed Fulake Camara 90+5' · Kévin Quinol 119' | (1:1, 3:3, 3:3) | 20' Shayn Djelloul Chekalil · 64' El Hadji Fine Bop · 90+3' Cheikh Tidiane Samb | Stade Achille Hammerel, Luksemburg Widzów: 1 674 Sędzia: Ivo Manuel Torres Da Rocha Fernandes |

UN Käerjéng 97 wygrała po dogrywce 3-2 mecz z Sporting Bettemburg trzecią drużyną Éierepromotioun o miejsce w Nationaldivisioun na sezon 2023/2024.
| 27 maja 2023 | UN Käerjéng 97                                                     | 3:2   | Sporting Bettemburg                       |                                                                   |
| 19:00        | Stefan Lopes 45+3' · Julien Fostier 74' (k) · Mathias Jaenisch 83' | (1:1) | 11' (k) Brian Dauphin · 67' Cleidir Neves | Stade Jos Haupert, Niederkorn Widzów: 1 703 Sędzia: Jeremy Muller |

## Najlepsi strzelcy
| Bramki | Strzelcy           | Drużyna             |
| ------ | ------------------ | ------------------- |
| 32     | Rayan Philippe     | Swift Hesperange    |
| 29     | Dominik Stolz      | Swift Hesperange    |
| 20     | Elias Filet        | Progrès Niedercorn  |
| 20     | Samir Hadji        | F91 Dudelange       |
| 18     | Dejvid Sinani      | F91 Dudelange       |
| 17     | El Hassane M’Barki | Mondercange         |
| 17     | João Magno         | F91 Dudelange       |
| 16     | Kempes Tekiela     | Union Titus Pétange |
| 15     | Artur Abreu        | Union Titus Pétange |
| 12     | Érico Castro       | Differdange 03      |
| 11     | Mayron De Almeida  | Progrès Niedercorn  |
| 11     | Kai Merk           | Union Titus Pétange |
| 11     | Benjamin Romeyns   | Wiltz               |

Źródło: 

## Stadiony
| Differdange 03                             |
| ------------------------------------------ |
| Stade Municipal de la Ville de Differdange |
| Pojemność: 3 500                           |
|                                            |

| Etzella Ettelbruck |
| ------------------ |
| Stade Am Deich     |
| Pojemność: 2 020   |
|                    |

| F91 Dudelange     |
| ----------------- |
| Stade Jos Nosbaum |
| Pojemność: 2 558  |
|                   |

| Fola Esch            |
| -------------------- |
| Stade Émile Mayrisch |
| Pojemność: 3 826     |
|                      |

| Hostert          |
| ---------------- |
| Stade Jos Becker |
| Pojemność: 1 500 |
|                  |

| Jeunesse Esch         |
| --------------------- |
| Stade de la Frontière |
| Pojemność: 5 400      |
|                       |

| Mondercange                   |
| ----------------------------- |
| Stade Communal de Mondercange |
| Pojemność: 3 300              |
|                               |

| Mondorf-les-Bains |
| ----------------- |
| Stade John Grün   |
| Pojemność: 3 600  |
|                   |

| Progrès Niedercorn |
| ------------------ |
| Stade Jos Haupert  |
| Pojemność: 2 800   |
|                    |

| Racing FC              |
| ---------------------- |
| Stade Achille Hammerel |
| Pojemność: 5 814       |
|                        |

| Swift Hesperange     |
| -------------------- |
| Stade Alphonse Theis |
| Pojemność: 4 000     |
|                      |

| UN Käerjéng 97   |
| ---------------- |
| Stade um Bëchel  |
| Pojemność: 1 000 |
|                  |

| UNA Strassen                |
| --------------------------- |
| Complexe Sportif Jean Wirtz |
| Pojemność: 2 000            |
|                             |

| Union Titus Pétange        |
| -------------------------- |
| Stade Municipal de Pétange |
| Pojemność: 2 400           |
|                            |

| Victoria Rosport |
| ---------------- |
| Party-Rent-Arena |
| Pojemność: 1 500 |
|                  |

| Wiltz            |
| ---------------- |
| Stade Am Pëtz    |
| Pojemność: 2 200 |
|                  |

Źródło: 